# Casa del Menandre

Plànol de Pompeia amb la Casa del Menandre en roig

La Casa del Menandre és una residència romana situada a Pompeia, Itàlia. És en la Regi I, Insula 10, Entrada 4 (I.10.4). Ocupa una àrea d'uns 1800 metres quadrats. És un bon exemple de domus d'una família rica de l'antiga Pompeia. Es denomina així per la imatge del poeta grec Menandre trobada a dins. L'excavaren entre novembre de 1926 i juny de 1932.

## Descripció

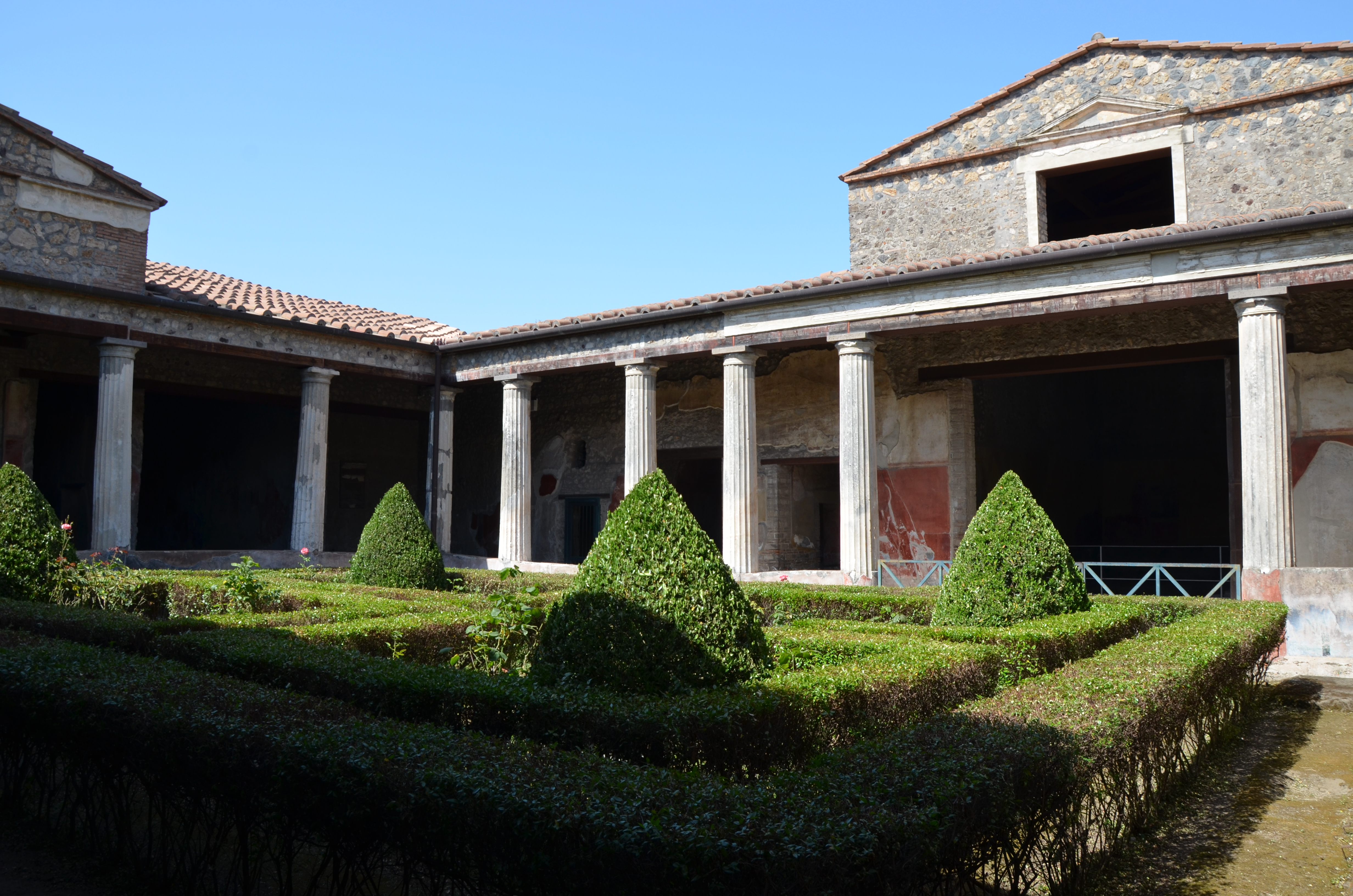
El peristil o jardí de la Casa del Menandre

La part més antiga de la casa es construí l'any 250 ae i era relativament modesta. Es componia d'un atri, al voltant del qual hi havia diversos espais.
Un segle més tard, en l'època augusta, es renovà construint un peristil a l'espai que havien ocupat altres residències adjacents. A la part est se'n situà la zona privada, i a l'oest les termes. Aquestes, que s'estaven restaurant en el moment de l'erupció, estaven formades per un pati amb cinc columnes, un vestuari i un caldari o sala calenta. Durant l'excavació hi aparegueren àmfores farcides d'estuc i un forn provisional, i això indicaria que poc abans de l'erupció s'estaven condicionant diversos llocs de l'habitatge. La porta d'accés i el tablinum es van decorar amb capitells de tuf.
L'atri toscà tenia un sostre amb bigues de fusta que s'ha conservat intacte, i un impluvium de marbre. En un templet es veneraven els lars protectors de la família i el genius, l'esperit vital del cap de família. Les grans columnes del peristil eren d'estil dòric, una variació de l'arquitectura clàssica també relacionada amb l'arquitectura grega. No és estranya la influència hel·lènica en l'arquitectura pompeiana, doncs els grecs ja havien utilitzat el port com a lloc de comerç abans que els oscos fundaren la ciutat al s. VI ae.

## Decoració

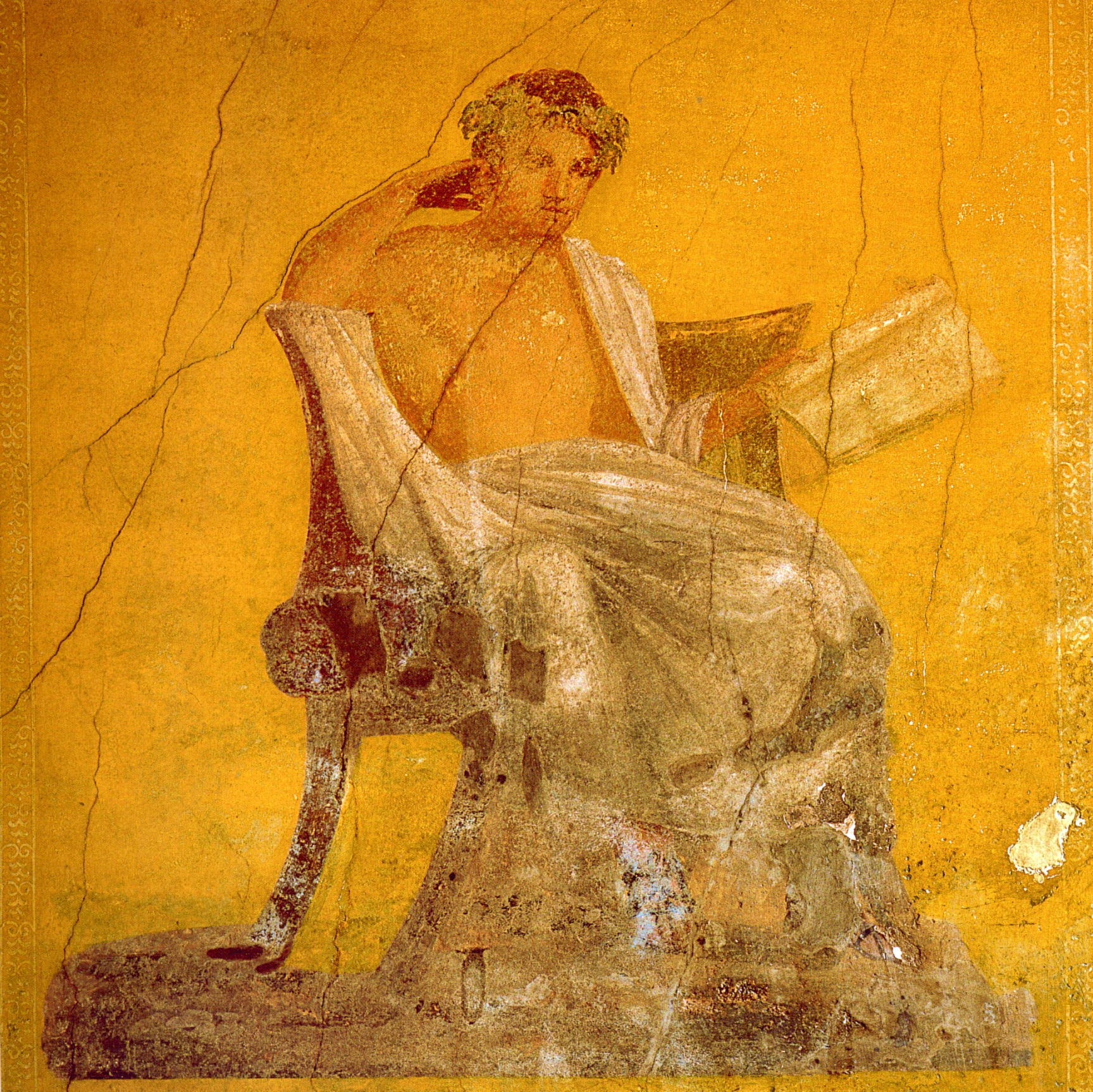
El fresc de Menandre, que dona nom a la casa

L'habitatge deu el nom al fresc que representa al comediògraf grec Menandre. Es trobà en molt bon estat dins d'un nínxol situat al mur posterior del peristil. Segons alguns investigadors, la pintura no representaria Menandre, sinó el propietari de la casa o una altra persona que estaria llegint l'obra de l'autor.
La casa està decorada amb frescs del quart estil pompeià. Una estada a l'esquerra de l'entrada està adornada amb tres escenes en aquest estil, que representen la Guerra de Troia. En l'anomenat Saló verd, obert al peristil, un fresc representa uns amorets entre sarments de vinya, i un altre descriu amb humor l'escena de les noces d'Hipodamia. L'estada també alberga un bell mosaic de petites tessel·les de colors amb escenes del Nil. La casa conté altres frescs, com el que descriu la mort de Laocoont o altres escenes de la Ilíada i l'Odissea en l'atri de la casa.
Al caldari hi havia un gran mosaic decorat amb motius d'acant al centre envoltat de peixos, dofins i altres animals marins. En l'accés, hi havia un altre mosaic d'un serf oferint recipients per a ungüents.
Alguns exemples de grafits romans hi ha als murs exteriors de la casa.

## Tresor

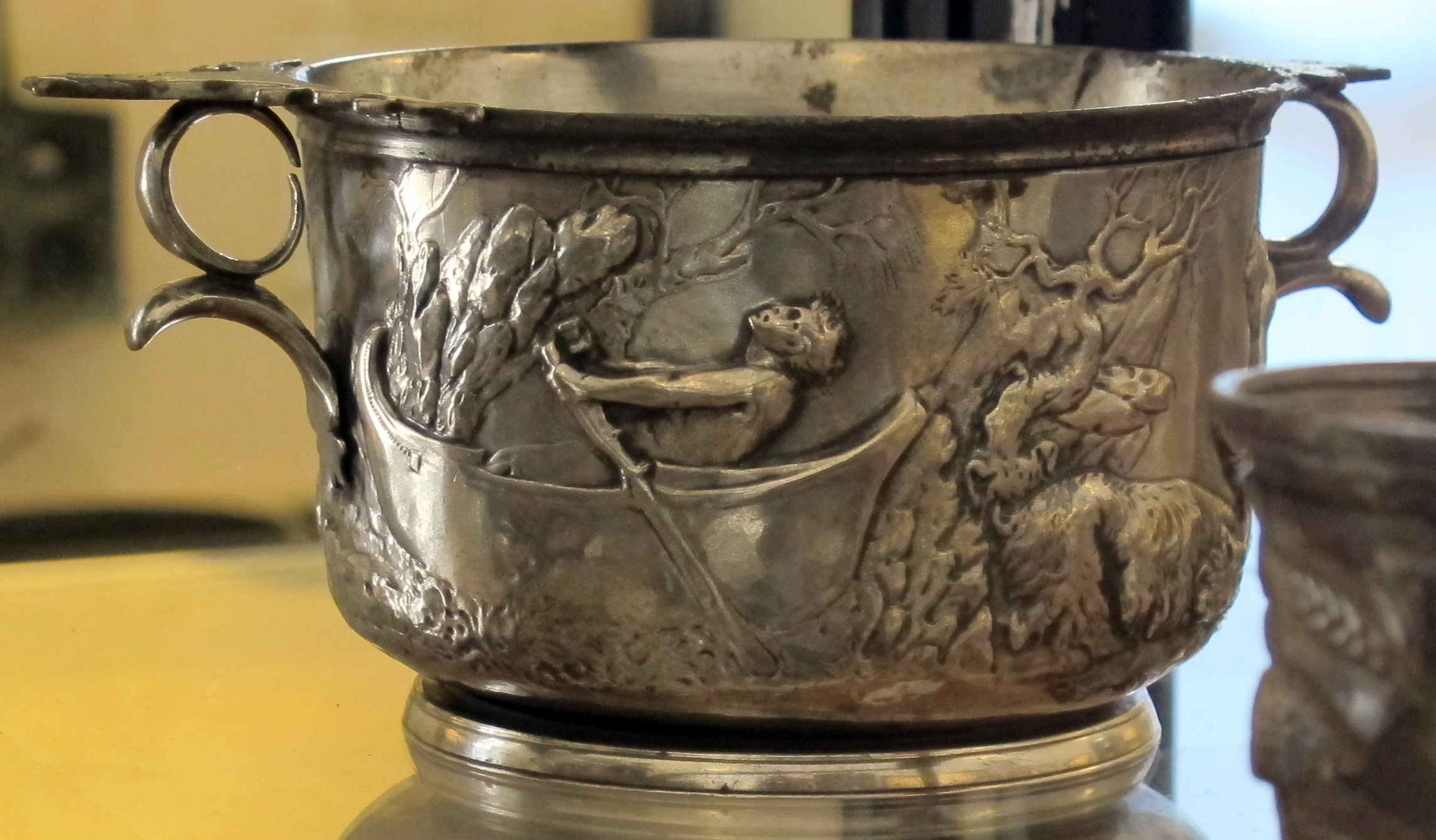
Tassa d'argent, del tipus escif, trobada a la Casa del Menandre, ara al Museu Arqueològic Nacional de Nàpols

En un soterrani sota l'atri petit es trobà un tresor de 118 peces d'argent, emmagatzemades en un armari de fusta durant els treballs de restauració de la casa. Els objectes estaven embolicats en draps de llana i eren un servei de taula complet. La vaixella incloïa atuells per servir vi, plats i tasses per a banquets. Al mateix lloc trobaren peces d'or i monedes per valor de 1.432 sestercis.

## Propietari
La casa degué pertànyer a un magistrat local. L'arqueòleg Matteo Della Cort suggerí que el propietari de l'habitatge devia ser Quint Popeu Sabí, emparentat amb Popea, esposa de Neró, doncs es trobà un segell de bronze amb la inscripció Quintus en una estança per al servei. També se'n trobà un grafit en l'accés, que esmenta a Quintus, i altres grafits descoberts es refereixen a Sabinus.